# Marian Strzelbicki
Marian Tadeusz Józef Strzelbicki herbu Sas (ur. 3 stycznia 1908 w Kamionce Strumiłowej, zm. wiosną 1940 w Katyniu) – polski inżynier, podporucznik rezerwy kawalerii Wojska Polskiego, ofiara zbrodni katyńskiej.

## Życiorys
Marian Tadeusz Józef Strzelbicki urodził się 3 stycznia 1908 Kamionce Strumiłowej. Pochodził z rodziny ziemiańskiej wyznania rzymskokatolickiego. Pochodził z rodu Strzelbickich herbu Sas. Bratem jego prababki był Stefan Garczyński. Jego rodzicami byli Mieczysław (1857-1922) i Maria, z domu Ścibor-Rylska. Ojciec był urzędnikiem i pracował na stanowisku starosty. Rodzina zamieszkiwała w różnych miejscowościach w zależności od miejsca pracy urzędniczej ojca. Marian Strzelbicki urodził się w Kamionce Strumiłowej, gdzie rodzina posiadała gospodarstwo, a w tym czasie ojciec był tamtejszym starostą. Miał siostry Stefanię, po mężu Skwarczyńska (1902–1988, późniejsza teoretyk i historyk literatury, teatrolog, profesor zwyczajny), Janinę (1904–1927, absolwentka studiów filozofii) oraz brata Stanisława (1906–1938, podporucznik 9 pułku strzelców konnych, zginął podczas manewrów wojskowych w Ceranowie). Marian Strzelbicki był najmłodszym z rodzeństwa. Matka zmarła w połowie stycznia 1908, wkrótce po jego urodzeniu. Po jej śmierci rodzeństwo wychowywała Maria Parczewska (1869–1939), siostra cioteczna matki rodzeństwa Strzelbickich. Wówczas rodzina przeniosła się z Kamionki do Nowego Sączu. Po wybuchu I wojny światowej od 1914 do 1915 rodzeństwo zostało ewakuowane przez ojca na teren Austrii, wpierw do Bad Ischl, a wiosną 1915 do Gmunden. Później w trakcie wojny rodzina powróciła do Nowego Sącza, a po przejściu Mieczysława Strzelbickiego na emeryturę osiadła w Dąbrówce Polskiej pod Sanokiem; obecnie miejska dzielnica Dąbrówka (tam znajdował się majątek z dworem, który pierwotnie Maria Ścibor-Rylska odziedziczyła po swojej krewnej, Józefie Rylskiej).
Marian Strzelbicki od roku szkolnego 1918/1919 uczył się w Państwowym Gimnazjum im. Królowej Zofii w Sanoku, w którym zdał egzamin dojrzałości 20 maja 1926 w trakcie przewrotu majowego (w jego klasie byli m.in. Ludwik Bar, Stanisław Buczek, Mikołaj Deńko, Bronisław Kocyłowski). Po maturze został powołany do służby wojskowej, w lipcu trafił do 20 pułku ułanów w garnizonie Rzeszów. W połowie sierpnia 1926 rozpoczął naukę w Szkole Podchorążych Rezerwy Kawalerii w Grudziądzu, którą ukończył 13 kwietnia 1927 z bardzo dobrym wynikiem. Później otrzymał przeszkolenie w plutonie łączności w wymiarze trzech miesięcy, po czym został zwolniony do rezerwy.
Następnie studiował na Politechnice Lwowskiej i został absolwentem Wydziału Elektrycznego z tytułem inżyniera. Podczas studiów należał do Akademickiego Koła Sanoczan we Lwowie (należeli do niego także m.in. Józef Stachowicz, Walerian Bętkowski, Maria Myćka, Stanisław Hroboni, Józef Kucharski, Julian Puzdrowski).
Został pracownikiem Państwowych Zakładów Tele- i Radiotechnicznych w Warszawie. Zamieszkiwał przy ulicy Grochowskiej 322 w Warszawie. Był żonaty.
Został awansowany na stopień podporucznika rezerwy kawalerii ze starszeństwem z dniem 1 stycznia 1930 i z lokatą 42. Odbywał ćwiczenia wojskowe w 1929, 1936, 1938 w macierzystym 20 pułku ułanów im. Króla Jana III Sobieskiego w Rzeszowie, pozostając wówczas w ewidencji Powiatowej Komendy Uzupełnień w Sanoku. W 1933 przebywał w Przemyślu.
Po wybuchu II wojny światowej brał udział w kampanii wrześniowej. Po agresji ZSRR na Polskę w dniu 17 września, został aresztowany przez Sowietów, po czym był przetrzymywany w obozie w Kozielsku. Następnie został przetransportowany do Katynia i rozstrzelany przez funkcjonariuszy Obwodowego Zarządu NKWD w Smoleńsku oraz pracowników NKWD przybyłych z Moskwy na mocy decyzji Biura Politycznego KC WKP(b) z 5 marca 1940. Jest pochowany na terenie obecnego Polskiego Cmentarza Wojennego w Katyniu, gdzie w 1943 jego ciało zostało zidentyfikowane w toku ekshumacji prowadzonych przez Niemców pod numerem 3652. Przy zwłokach zostały znalezione legitymacja oficerska rezerwisty, karta zwolnienia, karta mobilizacyjna, karta szczepień, książeczka oszczędnościowa PKO, metryka ślubu, adres zamieszkania, pocztówka.

## Upamiętnienie

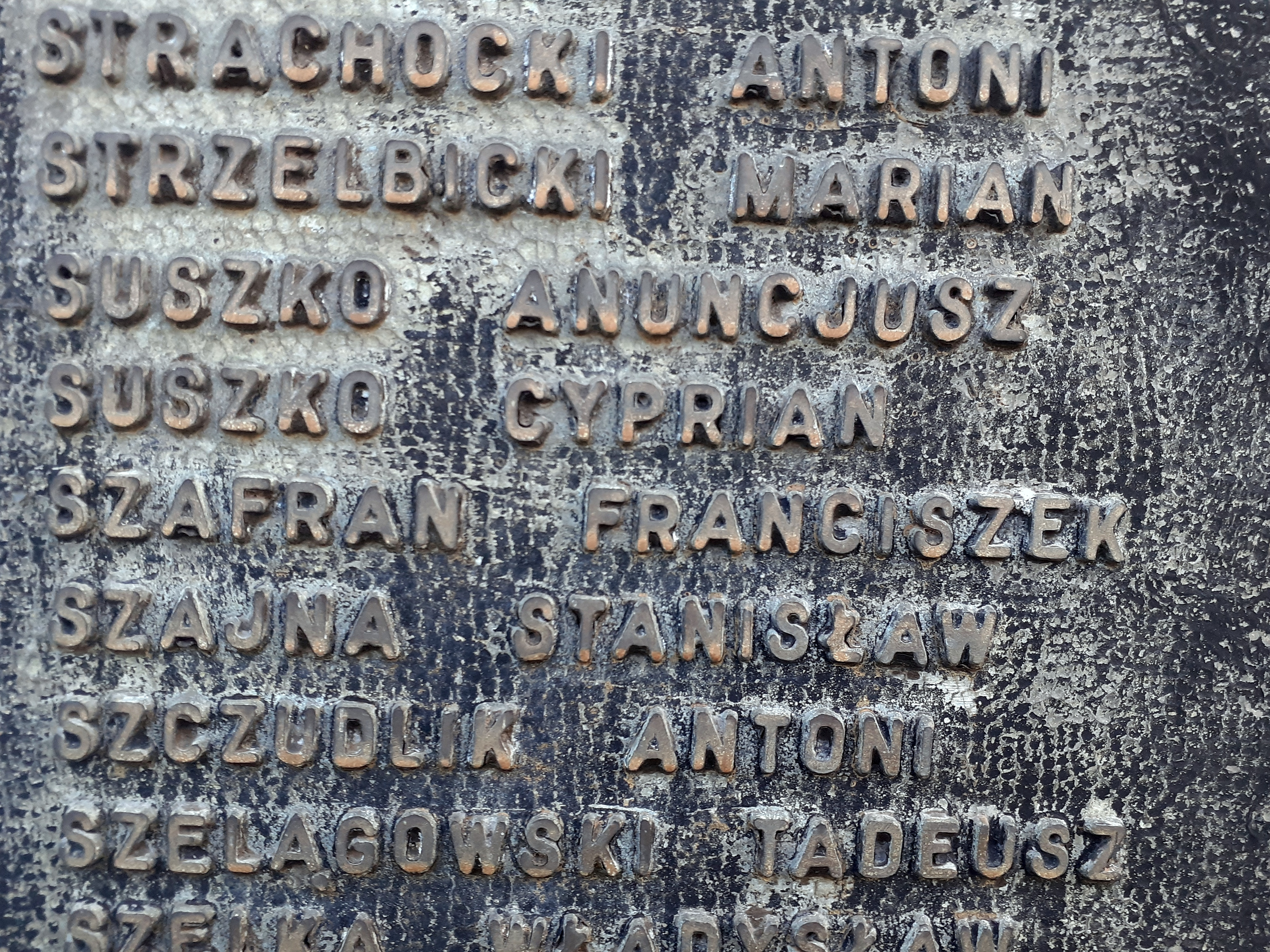
Upamiętnienie na Mauzoleum w Sanoku

Podczas „Jubileuszowego Zjazdu Koleżeńskiego b. Wychowanków Gimnazjum Męskiego w Sanoku w 70-lecie pierwszej Matury” 21 czerwca 1958 jego nazwisko zostało wymienione w apelu poległych w obronie Ojczyzny w latach 1939–1945 oraz na ustanowionej w budynku gimnazjum tablicy pamiątkowej poświęconej poległym i pomordowanym absolwentom gimnazjum.
W 1962 Marian Strzelbicki został upamiętniony wśród innych osób wymienionych na jednej z tablic Mauzoleum Ofiar II Wojny Światowej na obecnym Cmentarzu Centralnym w Sanoku.
5 października 2007 roku minister obrony narodowej Aleksander Szczygło awansował go pośmiertnie do stopnia porucznika. Awans został ogłoszony 9 listopada 2007 roku, w Warszawie, w trakcie uroczystości „Katyń Pamiętamy – Uczcijmy Pamięć Bohaterów”.